# Леван Харабадзе
Леван Харабадзе (груз. ლევან ხარაბაძე, нар. 26 січня 2000, Кутаїсі) — грузинський футболіст, захисник клубу «Динамо» (Тбілісі) і національної збірної Грузії.
Чемпіон Грузії.

## Клубна кар'єра
Народився 26 січня 2000 року в місті Кутаїсі. Вихованець юнацьких команд футбольних клубів «Торпедо» (Кутаїсі) та «Динамо» (Тбілісі).
У дорослому футболі дебютував 2018 року виступами за команду «Динамо» (Тбілісі), в якій провів один сезон, взявши участь у 31 матчі чемпіонату. Більшість часу, проведеного у складі тбіліського «Динамо», був основним гравцем захисту команди.
Своєю грою за цю команду привернув увагу представників тренерського штабу клубу «Цюрих», до складу якого приєднався 2019 року. Відіграв за команду з Цюриха наступний сезон своєї ігрової кар'єри. Граючи у складі «Цюриха» також здебільшого виходив на поле в основному складі команди.
До складу клубу «Динамо» (Тбілісі) повернувся 2020 року. Станом на 8 липня 2022 року відіграв за тбіліських динамівців 45 матчів у національному чемпіонаті.

## Виступи за збірні
У 2015 році дебютував у складі юнацької збірної Грузії (U-17), загалом на юнацькому рівні взяв участь у 36 іграх, відзначившись 7 забитими голами.
У 2018 році дебютував в офіційних матчах у складі національної збірної Грузії.

## Титули і досягнення
- Чемпіон Грузії (1):

«Динамо» (Тбілісі): 2020